# Водитель-дальнобойщик
Дальнобо́йщик — просторечное название профессии водителей грузовых автомобилей, занимающихся грузоперевозками на большие расстояния.

## Наименование в разных странах
- В США и Канаде водителя-дальнобойщика называют truck driver (букв. с англ. — «водитель грузовика»). В частности, занимающийся перевозками на небольшие дистанции (short haul, не более 150 миль) водитель называется short haul truck driver, а на большие дистанции (long haul) — соответственно, long haul truck driver[2][3]. На жаргоне в его отношении используются слова trucker, teamster или driver.
- В Австралии и Новой Зеландии его называют truckie[4].
- В Германии водителя-дальнобойщика называют Fernfahrer (с нем. — «Водитель грузовика дальнего следования»).
- В Великобритании, Ирландии и странах ЕС по-английски его профессия звучит как HGV driver, где HGV расшифровывается как heavy goods vehicle (букв. с англ. — «тяжеловесный транспорт»). К таковым относятся все крупногабартиные грузовые автомобили[англ.] (седельные автопоезда и тягачи, фургоны-боксы[англ.] и самосвалы).
- Также в Великобритании, Ирландии, Индии, Непале, Пакистане, Малайзии и Сингапуре его называют просто driver, lorry driver или LGV driver, где LGV расшифровывается как large goods vehicle (букв. с англ. — «большегрузный транспорт») — по сути то же самое, что и HGV.

## Условия работы
Так как водитель проводит много времени своей жизни за рулём в особых условиях пути, эта профессия во всём мире породила специфическую субкультуру.
На дальних трассах водители часто вынуждены работать парами — с напарником-дублёром. Для отдыха водителя кабина, как правило, имеет жилой отсек, оборудованный кроватью. Большие американские «траки» часто имеют сзади кабины целую комнату — так называемый «альков».
Исторически эта профессия и её субкультура развилась в таких странах, как США, Канада, Австралия; затем распространилась на Европу и остальной мир. В некоторых странах (например, Боливия, Непал, Индия, Бангладеш, Пакистан, Афганистан) эта профессия связана с высоким риском для жизни, учитывая техническое состояние автомобилей и низкое качество высокогорных (и не только высокогорных) дорог, традиционно анархический стиль вождения, отсутствие разметки (в том числе осевых линий) и, соответственно, большое количество падений грузовиков в пропасть и лобовых столкновений с летальным исходом для водителей.
В Северной Канаде и на Аляске водителям приходится работать в экстремальных условиях полярной ночи, а техника подвергается испытанию экстремально низких температур. Зимой водители используют «ледовые пути», или зимники, — замёрзшие реки, озёра, болота. Весной, во время оттепели, когда лёд становится тоньше, эти пути становятся опасными. Много техники гибнет на подобных зимниках, проложенных по замёрзшим болотам и тундре в Сибири.

## Дальнобойщики в СССР и России

### Становление и развитие

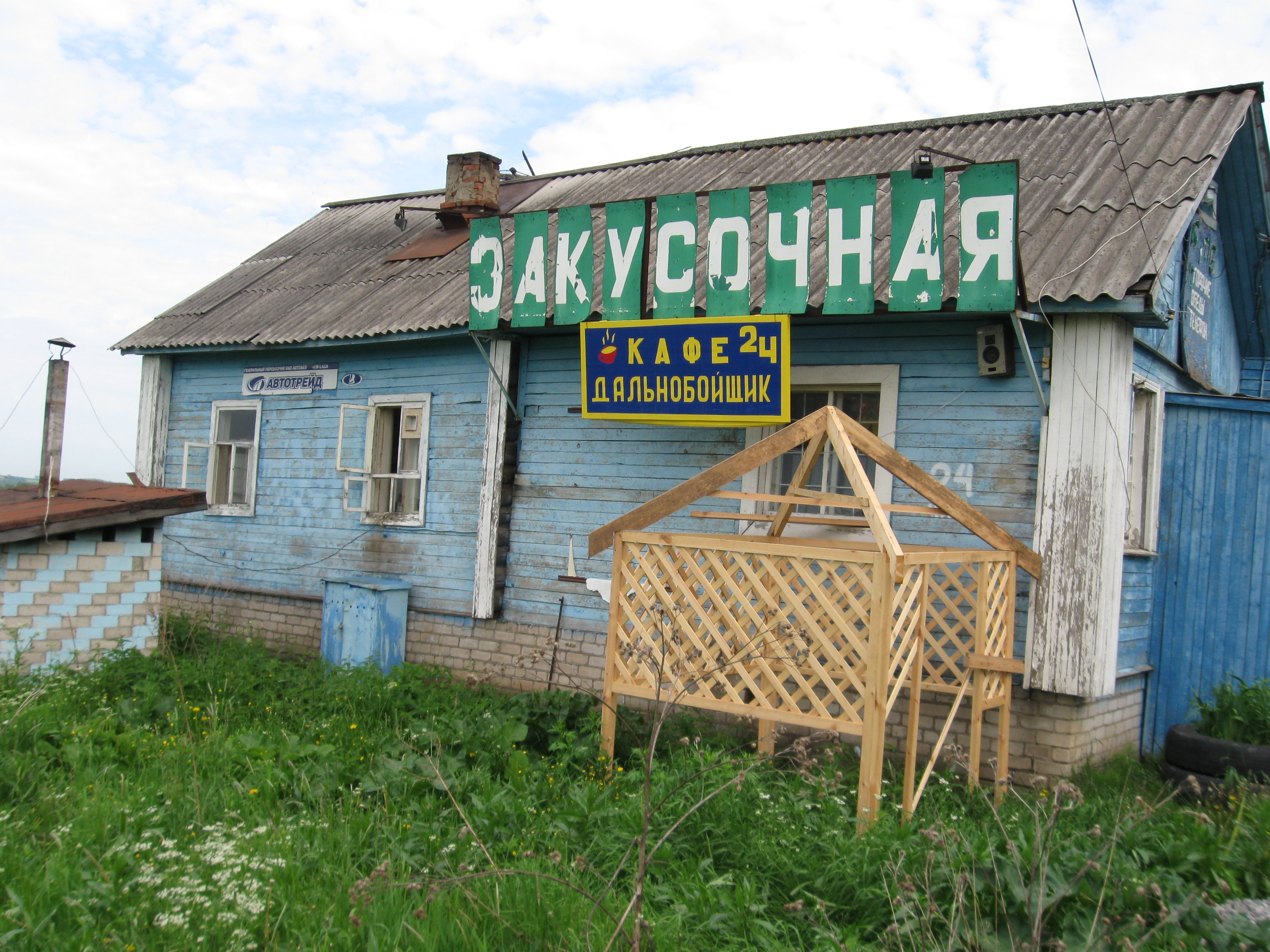
Закусочная «Дальнобойщик» в Орловском районе Кировской области

Идея использования грузовых автомобилей и автопоездов для междугородних перевозок была озвучена ещё в Российской империи до начала Первой мировой войны. Однако, несмотря на озвученные численные показатели как аргументы преимущества организации таких перевозок, дальше лозунгов дело не заходило. Возможности пополнения автопарка значительно сузились после начала войны из-за нехватки комплектующих, так как большинство грузовиков были импортными (грузовики WWhite грузоподъёмностью 1,5 и 3 т, а также машины Packard). Среди грузовиков в Российской империи наиболее известным отечественным образцом была модель «Руссо-Балт» с грузоподъёмностью до 5 т, однако количество этих экземпляров было незначительным.
После прихода большевиков к власти весь наличный автомобильный и мотоциклетный транспорт был поставлен на государственный учёт, однако его состояние оставляло желать лучшего. Из-за неопытности водителей, огромного износа машин и неприспособленных для движения дорог имевшиеся автомобили приносили огромный убыток, сопоставимый с ежегодным убытком экономики Российской империи от бездорожья. К 1923 году основной состав автопарка включал грузовики моделей White (грузоподъёмность 5,3 и 1,5 т), Packard (5,3 и 2 т), FIAT (3 и 1,5 т), Federal (3,5 и 1,5 т), Berliet (3 т), International (1,5 т), Peerless (3 т), Piecre Arrow (5,3 и 2 т). В распоряжении управления автотранспорта было всего две ремонтные мастерские в провинции. Автомобильный учёт был налажен только к 1919 году, когда началось накопление и восстановление транспорта. 1 мая 1920 года в Москве началось строительство специализированного авторемонтного завода на Миусской площади, завершённого в 1922 году к 5-й годовщине революции. Производственная база располагала 45 станками, с помощью которой в месяц из капитального ремонта выпускалось до 20 машин.
В 1921 году состоялась сибирская экспедиция по заготовке хлеба, считающаяся первым серьёзным опытом автоперевозок на большие дистанции в истории России: из Центральной России вглубь Акмолинских степей направились 400 грузовиков с товарами народного потребления, а перед обратным путём грузовики планировалось загрузить хлебом. Специальным постановлением СТО для осуществления этой экспедиции Наркомпроду на время передали до 250 машин военного ведомства. Если в 1919 году автотранспортом было перевезено 3 694 288 пудов грузов, то с учётом экспедиции 1921 года общий объём перевозок за год составил 12 718 195 пудов грузов. Летом 1925 года управляющий Чуйским трактом совершил поездку по тракту от Бийска до Кобдо на грузовике Dodge, доказав на практике возможность осуществления грузоперевозок на постоянной основе. В том же году по тракту были совершены 7 рейсов автомобилей Госторга и АО «Шерсть» до пограничного селения Кош-Агач и обратно (каждый рейс длился от 15 до 20 дней). Для нужд строительства тракта в 1926 году был закуплен трактор «Фордзон», а спустя два года после начала первых торговых рейсов на Чуйском тракте было налажено почтовое сообщение: почтовые машины АМО-Ф-15 стали совершать первые регулярные рейсы на участке Теньгинское озеро — Чибит зимой и до Кош-Агача — летом.
К 1930-м годам в СССР накопился большой опыт по созданию, управлению и развитию автоперевозок на ближние и дальние расстояния. В специальной прессе заговорили о создании автолиний как нового подхода к дальним перевозкам: к 1941 году в СССР начали работать автолинии Москва — Клин — Калинин, Москва — Орехово — Владимир, Москва — Рязань и Москва — Наро-Фоминск. Хотя в современном понимании это не были маршруты дальнобойщиков, с учётом дорожных условий они сохраняли своё значение. На этих линиях работали автопоезда с отечественными грузовиками ЯГ-6 (грузоподъёмность 10 т), ЗИС-5 (9 т) и немецкими Büssing (11 т). Организация «Автотранстройпроект» планировала создать автолинии, шедшие из Москвы в Ярославль, Тулу, Горький, Рязань, Смоленск и Ленинград. Предполагалось также организовать систему двухсторонней диспетчерской связи по образцу железнодорожной системы, что могло бы отслеживать движение машин в пути и сокращать непроизводительное порожнее движение. Рассматривался вопрос создания грузовых пунктов на границе тяговых участков для обеспечения доставки грузов по графику. Реализация этих планов была сорвана начавшейся войной.
В 1968 году было основано предприятие «Совтрансавто», которое занималось автотранспортными перевозки по импорту и экспорту разной продукции. Оно продолжило свою деятельность и после распада СССР уже как холдинговая компания.

### Автомобильная техника Совтрансавто
В эпоху существования «Совтрансавто» первыми тягачами у советских дальнобойщиков стали грузовики Кутаисского автомобильного завода «Колхида» (КАЗ-120Т), позже основным тягачом стал МАЗ-504 (в том числе его модификация МАЗ-504В, выпускавшаяся с 1970 по 1982 годы). Некоторое время использовались сцепки с тягачами ЗИЛ-164Н и ЗИЛ-ММЗ-164АН, однако эти рейсы не осуществляли дальше Польши. Вскоре в автопарк были включены и КамАЗы. Первый план «Совтрансавто» на 1969 год предусматривал перевозку 50 тысяч тонн, однако его не удалось выполнить, что отчасти связывалось с нехваткой мощностей. В связи с этим СССР начал импорт грузовиков, приступив для начала к импорту машин из стран СЭВ.
Первыми импортированными грузовиками были чехословацкие Škoda 706 RTTN (импортировались в 1958—1982 годах) и LIAZ 100.471 (с 1974 года). В 1969 году СССР приобрёл в лизинг полуприцепы к МАЗ-540 и провёл также через контракт с французским банком первую партию из грузовиков Volvo. В 1973 году парк «Совтрансавто» пополнился на 100 экземпляров шведскими Volvo F88 и F89 (73 экземпляра для Москвы и 27 для Ленинграда). С 1975 года рейсы стали выполнять немецкие Mercedes-Benz L2232S (100 экземпляров), которые стали самыми популярными иномарками в «Совтрансавто». К концу 1980-х годов автопарк Mercedes-Benz достиг 1500 единиц, включая модели NG, SK и Actros (к 1998 году было около 2 тысяч таких грузовиков на постсоветском пространстве). Также в перевозках участвовали IVECO EuroStar, MAN, Renault (модель R365 TI), Unic 340 VB, DAF F95 и другие. В качестве прицепов использовались импортные прицепы Fruehauf, Trailor, Koegel, Krone, Schmitz Cargobull и другие.
На пике эволюции «Совтрансавто» в конце 1980-х годов в компании работали свыше 15 тысяч человек, грузоперевозки осуществляли 3600 автопоездов. После распада СССР крупнейшей автобазой осталась «Совавто-Петербург», к 2020 году холдинговая компания «Совтрансавто» насчитывала 600 грузовых сцепок и 1500 сотрудников.

### Радиосвязь
Дальнобойщики используют радиодиапазон Си-Би (27 МГц) для связи друг с другом — от информирования об опасности до просьб о помощи или сообщений о встречной патрульной машине (самую ценную информацию дальнобойщики передают абсолютно всем). Этот диапазон, использовавшийся дальнобойщиками давно на Западе, в СССР был разрешён к использованию только с 1988 года, однако огласке разрешение предали только в 1991 году после выхода статьи Б. Г. Степанова (UW3AX) под названием «Можно + Если = Нельзя» в 1-м за год номере журнала «Радио». В статье он раскритиковал порядок выдачи разрешений и приобретения радиостанций: выходная мощность передатчиков не должна была превышать 0,5 Вт. Действующий порядок использования Си-Би диапазона определяется решением ГКРЧ от 29 мая 2006 года №06-14-03-001 «О выделении полос радиочастот в диапазоне 283,5 кГц — 30,005 МГц для радиоэлектронных средств фиксированной и подвижной служб гражданского назначения» (редакция от 3 сентября 2013 года №13-20-08).
В настоящее время у каждого водителя-дальнобойщика есть своя CB-радиостанция, настроенная на частоту 27135 кГц: одной из наиболее распространённых в России радиостанций для связи у дальнобойщиков является MegaJet MJ-600Plus. В диапазоне традиционно используется амплитудная модуляция (AM), в то время как работа частотной модуляции (FM) поддерживается не всеми радиостанциями, несмотря на большую по сравнению с амплитудной эффективность. Дальность связи составляет от 5 до 15 км в зависимости от рельефа. По законодательству РФ разрешена безлицензионная работа CB-радиостанций с выходной мощностью до 4 Вт при работе AM и FM и до 12 Вт при работе однополосной модуляцией (SSB). Разрешена связь на частотах в диапазоне от 26960 до 27410 кГц, за исключением каналов с центральными частотами 26995, 27045, 27095, 27145 и 27195 кГц.
Для удобства общения автолюбители объединяются в авторадиоклубы (АРК), число которых стало активно расти в 2011 году: 13 октября того года Правительство РФ отменило разрешения на покупку и использование CB-радиостанций мощностью до 4 Вт. Каждый новый участник АРК выбирает уникальный позывной. В эфире он следует четырём правилам: 1) убедиться в отсутствии помех другим перед выходом в эфир; 2) кратко и чётко сообщать информацию; 3) напоминать о своём позывном; 4) соблюдать культуру общения. У каждого АРК есть своя вызывная частота, на которой участники либо дают общий вызов, либо вызывают на связь конкретного водителя.

## Жаргон
При общении в эфире дальнобойщики используют специфический жаргон. Среди его элементов присутствуют обозначения марок отечественных и импортных автомобилей («мерин» — Mercedes, «аквариум» — Renaut Magnum, «косорылая» — Volvo), других явлений и объектов или («колейка» — очередь на границе или на погрузке, «дрова» — топливо, «термос» — термоизолированный кузов) и людей («даер» — сотрудник ГАИ/ГИБДД, «дятел» — создающий аварийную ситуацию водитель, «пастух» — дающий неуместные в радиоэфире советы водитель).

## Галерея

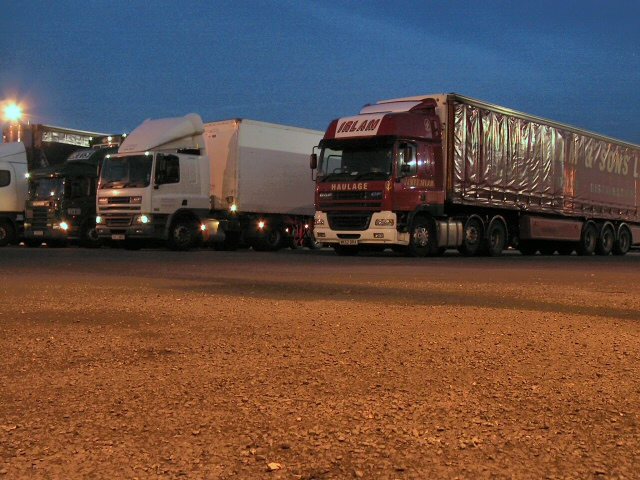
Типичная ночёвка грузовиков с водителями на паркинге (Европа)
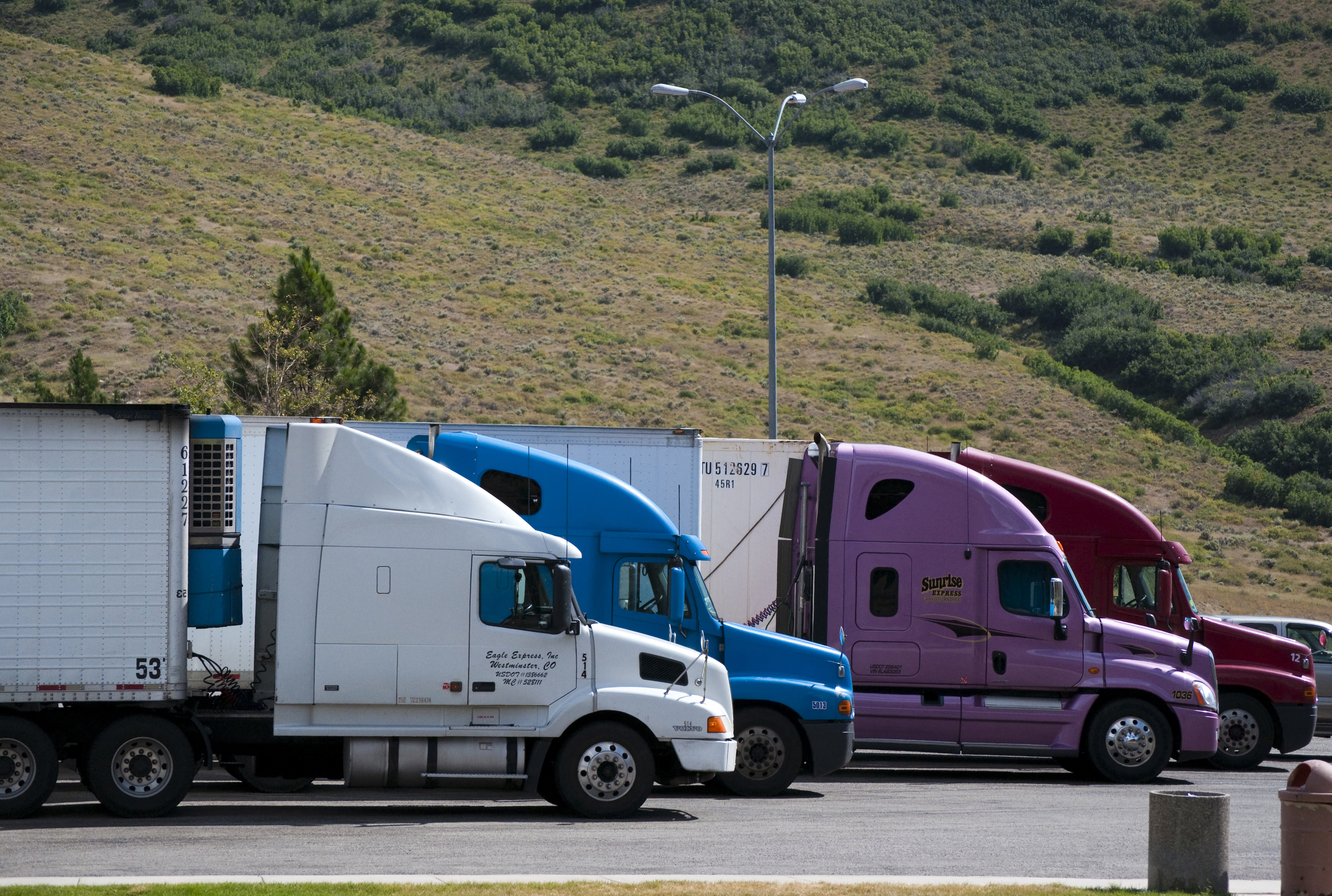
Американские трейлеры с «альковом»
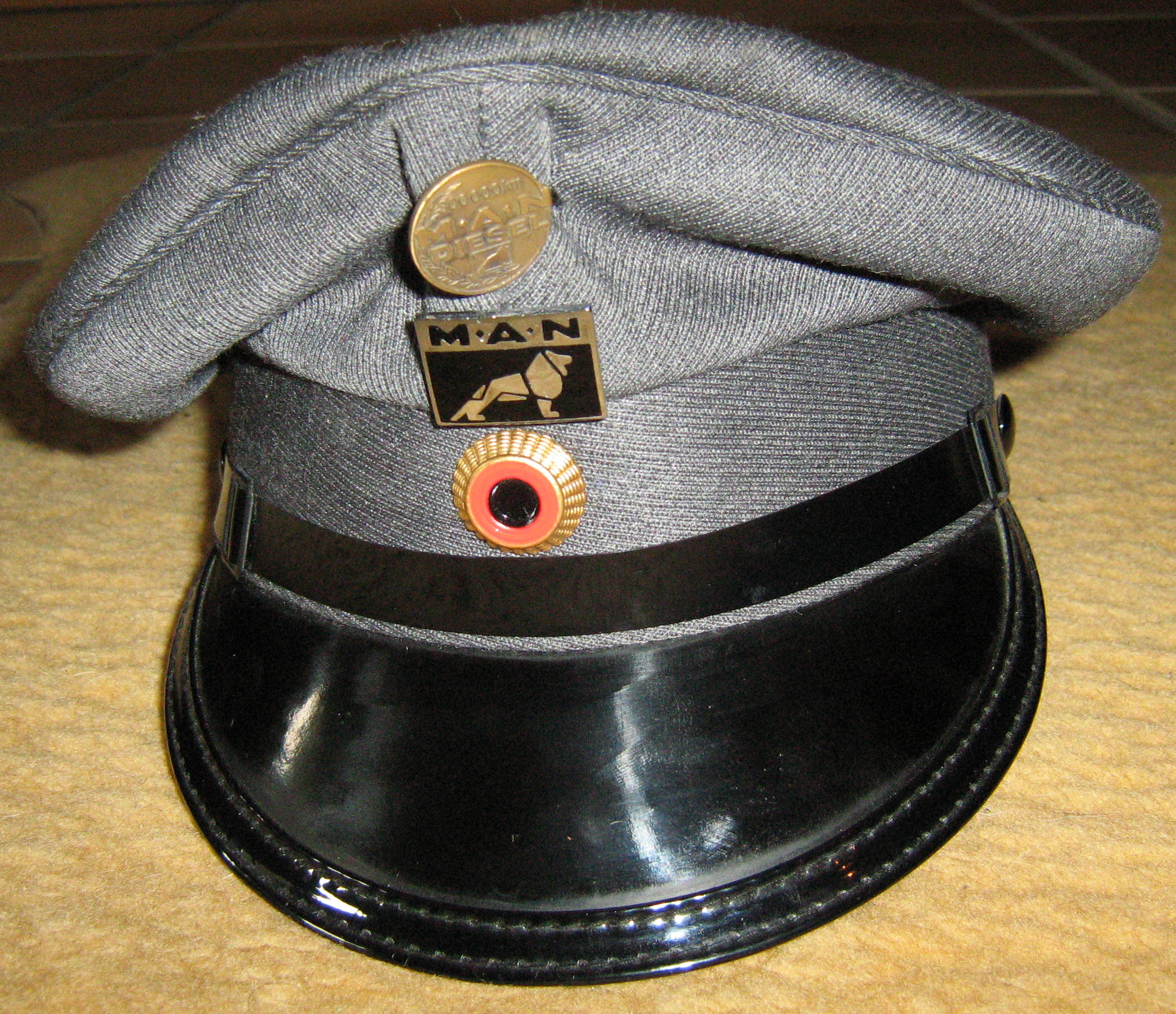
Кепка немецкого дальнобойщика (до конца 1980-х)
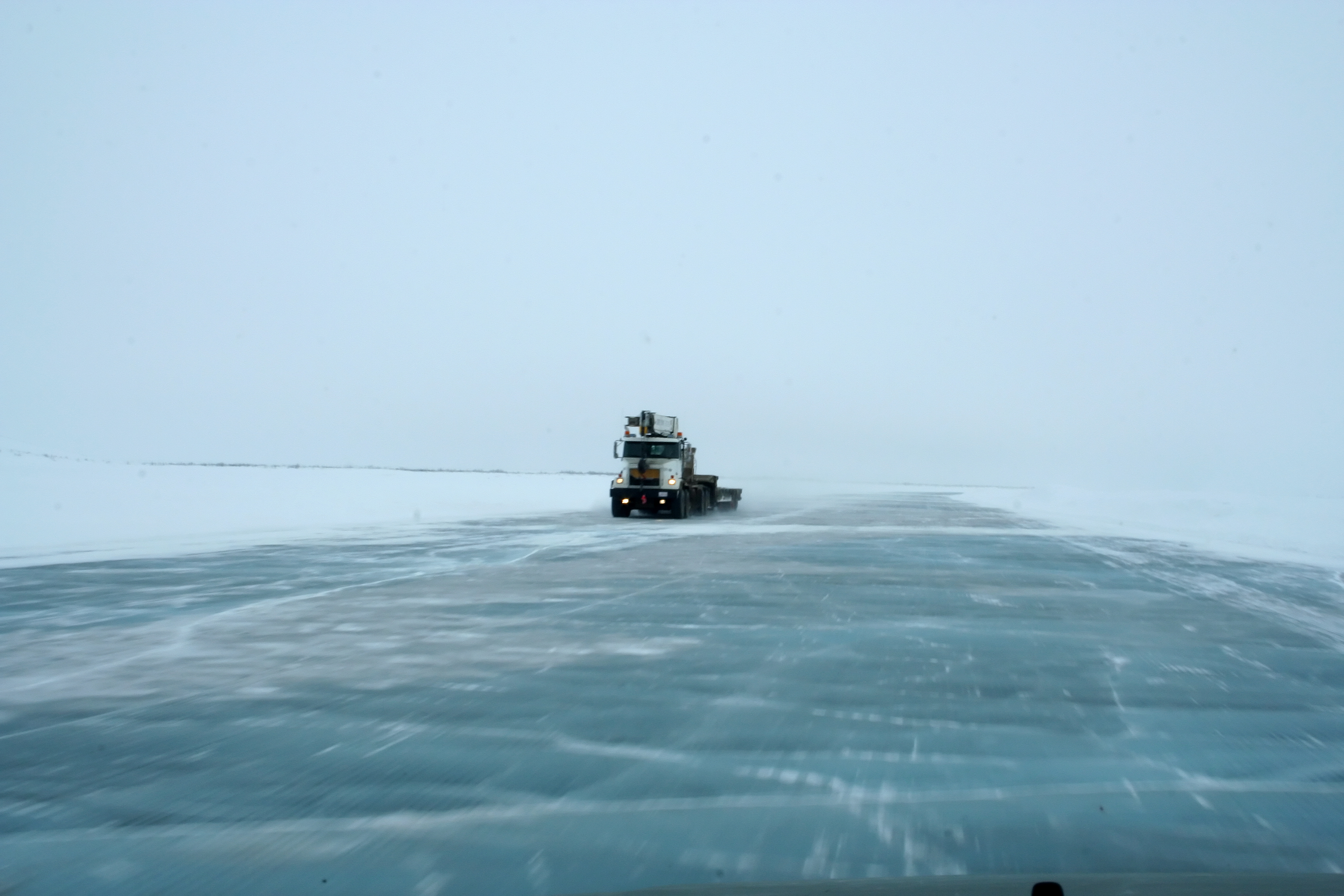
Ледовая дорога (г. Маккензи) днём…
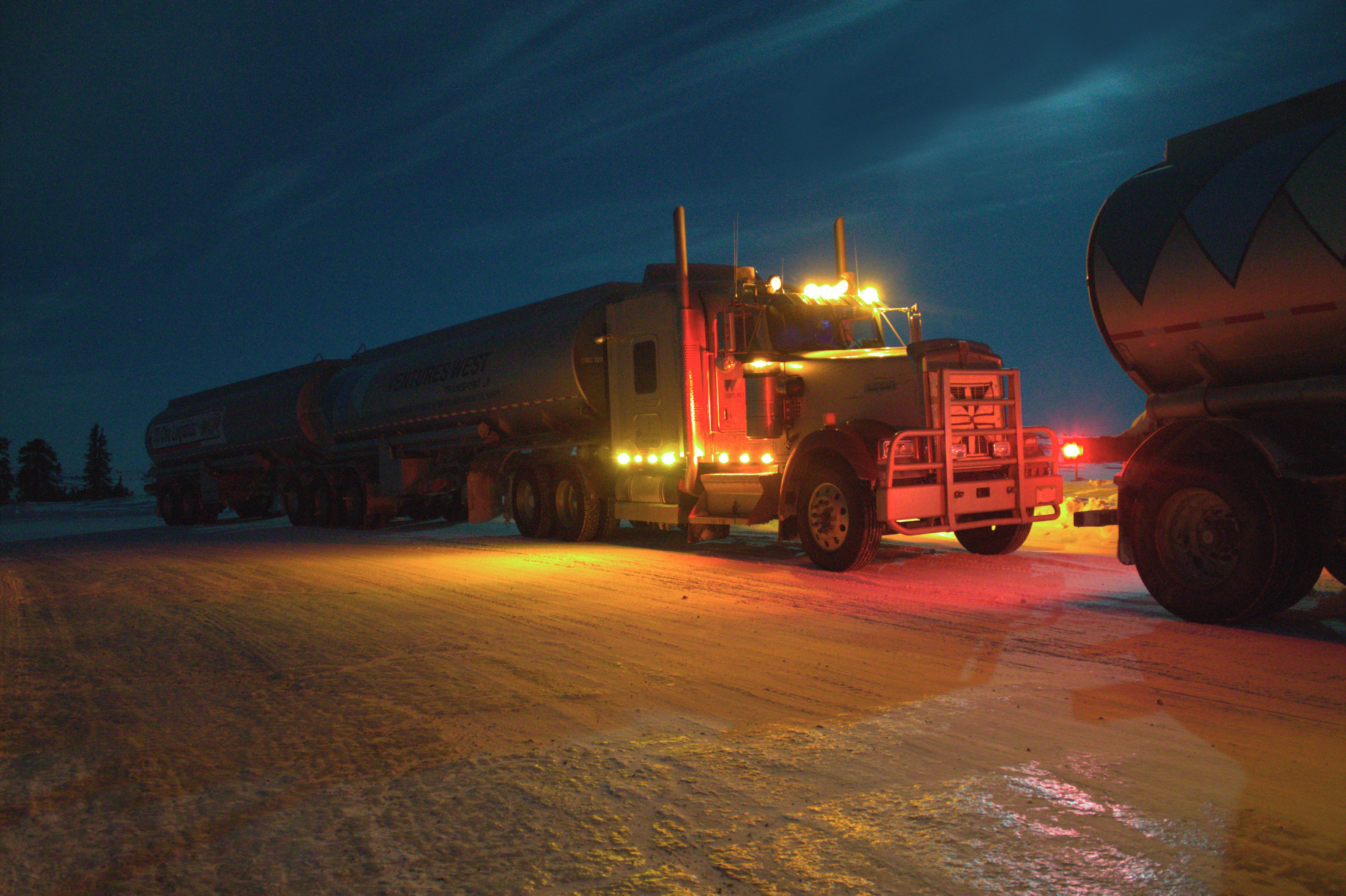
…и ночью

## В культуре
- Фильмы: «Конвой» (США, 1978), «Ледяной драйв» (США, 2021), «Трое на шоссе» (СССР, 1983, по одноимённой повести Владимира Кунина), «Выкуп» (СССР, 1986) и др.
- Телесериалы: российский сериал «Дальнобойщики»; документальный фильм «Реальные дальнобойщики» (англ. Discovery: Outback Truckers) о работе австралийских дальнобойщиков.
- Песни: «Песня дальнобойщика» (Сергей Сизов на стихи Павла Великжанина)[19], «Дальнобойщик» в исполнении Татьяны Овсиенко[20] и др.
- Игры:
  - Серия игр «Дальнобойщики» от российской компании СофтКлаб: «Дальнобойщики: Путь к победе», «Дальнобойщики 2» и «Дальнобойщики 3: Покорение Америки».
  - Серия игр Truck Simulator от чешской компании SCS Software: Euro Truck Simulator, German Truck Simulator, UK Truck Simulator, Euro Truck Simulator 2 и American Truck Simulator (к ним прилагаются DLC)
  - Серия игр 18 Wheels of Steel.